# أوليفييه ثيل
أوليفييه ثيل (بالفرنسية: Olivier Thill)‏ (17 ديسمبر 1996 بنيديركورن في لوكسمبورغ - ) هو لاعب كرة قدم لوكسمبورغي في مركز الوسط.

## روابط خارجية
- أوليفييه ثيل على موقع الاتحاد الدولي (مؤرشف)  (الإنجليزية)
- أوليفييه ثيل على موقع الاتحاد الأوربي (الإنجليزية)
- أوليفييه ثيل على موقع اتحاد تركيا (لاعب) (الإنجليزية)
- أوليفييه ثيل على موقع اتحاد أوكرانيا (الإنجليزية)
- أوليفييه ثيل على موقع قاعدة بيانات كرة القدم.إي يو (الإنجليزية)
- أوليفييه ثيل على موقع ناشيونال فوتبول تيمز (الإنجليزية)
- أوليفييه ثيل على موقع Soccerway.com (الإنجليزية)
- أوليفييه ثيل على موقع عالم كرة القدم.نت (الإنجليزية)